# Putnoky Jenő
Putnoky Jenő (Szeged, 1928. augusztus 12. – Budapest, 1982. december 22.) magyar pszichológus, pedagógus, 1963-tól adjunktus, majd docens volt az ELTE Általános Pszichológiai Tanszékén. A pszichológiai tudományok kandidátusa (1965).

## Életútja
A középiskolát követően először tanárképző főiskolára ment, ahol kémia–matematika szakon szerzett diplomát 1952-ben a Pécsi Tanárképző Főiskolán. Ezt követően a budapesti Eötvös Loránd Tudományegyetemen 1957-ben középiskolai tanári oklevelet szerzett pedagógia–pszichológia szakon.
Karrierje elején Pécs városában volt tanár egy ottani általános iskolában, majd főiskolai tanársegéd lett. 1957-ben kezdett el pszichológiát tanítani a pécsi Nagy Lajos Gimnáziumban, ahol szakfelügyelő is volt. A doktori címet az ELTE-n szerezte meg 1958-ban, két év múlva aspiráns, majd adjunktus (1963-1972), docens (1973-1981) lett ugyanitt a  Bölcsészettudományi Kar Általános Pszichológiai Tanszékén.
Munkássága során leginkább a gondolkodás-lélektannal kapcsolatban hozzák nevét összefüggésbe, hiszen a tanuláslélektan és a gondolkodáspszichológia különösen érdekelte. Ez akkor egy igen korszerű kísérleti módszertan keretein belül zajlott, ennek oktatója is lett rövid időn belül. Jelentősége leginkább a pedagógusok pszichológiai képzésében volt. Kutatta a nyelv pszichológiáját és a gondolkodás-lélektant, a mozgás szerepét a kibontakozásban, fejlődésben, illetve az elvont gondolkodás keletkezésében.
Eleinte azzal foglalkozott, hogyan lehet szintézist találni az interiorizáció fogalma segítségével a neobehaviorista mediációs elmélet és Vigotszkij, Jean Piaget elméletei között. Ezután inkább szójelentés elemzésekkel foglalkozott, kidolgozta a szemantikus differenciál módszer magyar változatát Charles E. Osgooddal. Ebben egy skálázási módszer szerepelt, mely a szavak mozgáskiváltó értékét vizsgálja. Ez azért volt fontos, mert ennek segítségével tudta kimutatni, hogy a konkrét szavakat magas vizuális képiség, az absztrakt kifejezéseket pedig erős mozgásképzetek jellemzik.
Számos eredménye mellett Putnoky Jenőt kora nagyszerű előadójának, pedagógusának tartották, valamint annak a személynek, aki az egyik leglényegesebb szerepet töltötte be a kortárs pszichológusgeneráció nevelésében.

## Főbb művei
- Barkóczi I.& Putnoky Jenő: Tanulás és motiváció. Budapest, 1966., 1984.
- Az interiorizációról. Magyar Pszichológiai Szemle, 1966. 51-61.
- Bevezetés a pszichológiai kísérletezés módszereibe. Budapest, 1971.
- Szavak mozgáskiváltó hatásának mérése osztályozási eljárással. Magyar Pszichológiai Szemle, 1975. 383-385.
- A „motoritás” a szójelentés három főbb működési körében. Magyar Pszichológiai Szemle, 1978. 203-213.